# Mực đom đóm
Mực đom đóm (danh pháp khoa học: Watasenia scintillans), còn được gọi là mực enope lấp lánh hay hotaru-ika ở Nhật Bản. là một loài mực trong họ Enoploteuthidae và là loài duy nhất trong chi đơn loài Watasenia. Những con mực nhỏ bé này được tìm thấy trên bờ biển Nhật Bản trong mùa sinh sản vào mùa xuân, nhưng dành phần lớn cuộc sống của chúng ở vùng nước sâu hơn từ 200-400 mét. Chúng là những sinh vật phát quang sinh học và phát ra ánh sáng xanh từ các tế bào quang. Theo giả thuyết của một số nhà khoa học, mục đích phát quang của chúng là để liên lạc, ngụy trang hoặc tìm kiếm thức ăn, nhưng cách thức phát quang vẫn còn đang gây tranh cãi trong cộng đồng khoa học. Mực đom đóm là một loài săn mồi tích cực. Thức ăn của chúng bao gồm động vật thân giáp, cá nhỏ và các loại mực khác. Tuổi thọ của một con mực đom đóm vào khoảng một năm. Vào cuối vòng đời, con cái trở lại gần bờ để đẻ trứng, sau đó chết ngay. Cuộc di cư hàng loạt của mực đom đóm vào bờ là một công việc sinh lợi cho ngư dân Nhật Bản. Trong mùa sinh sản, nhiều người đổ xô ra ra vịnh để thu thập mực chết. Nhiều người khác cũng ghé thăm Nhật Bản trong mùa này để thưởng ngoạn ánh sáng xanh rực rỡ được tạo ra từ sự phát quang sinh học của loài mực này lên vịnh, giúp cho mùa sinh sản của chúng không chỉ là cơ hội đi câu mà còn là một điểm thu hút khách du lịch.

## Hình thái và giải phẫu học
Mực đom đóm thuộc bộ Mực ống trong lớp Động vật chân đầu. Cơ thể của chúng được phân chia giữa một cái đầu khác biệt và một lớp phủ, với cơ thể đối xứng hai bên. Chúng là những sinh vật thân mềm có cấu trúc xương chitin, mắt tương đối lớn, có tám cánh tay và hai xúc tu, được phân loại theo thứ tự Oegopsida vì sở hữu những đặc điểm đặc trưng là không có túi xúc tu trong đầu và không có giác mút trên các má hỗ trợ. Dựa trên các móc trên xúc tu, người ta phân loại chúng thuộc họ Enoploteuthidae.
Trung bình một con mực đom đóm trưởng thành có chiều dài khoảng 7,5 cm (3 inch). Chúng có màu nâu/đỏ, nhưng phát ra ánh sáng màu xanh bởi các photophores (cơ quan phát sáng) của chúng. Những photophores này có thể được tìm thấy trên khắp cơ thể mực, nhưng ánh sáng rực rỡ nhất được phát ra từ ba photophores lớn nhất ở đầu cánh tay. Có năm photophores nhỏ hơn một chút xung quanh mỗi mắt, và hàng trăm photophores kích thước nhỏ hơn rải rác dọc theo phần còn lại của cơ thể.

## Phân bố
Mực đom đóm sinh sống ở vùng biển ngoài khơi Nhật Bản ở độ sâu dao động từ 300-400m vào ban ngày và 20-60m vào ban đêm, di chuyển theo kiểu di cư dọc 24 giờ (diel vertical migration). Vì lý do trên, loài mực này phải trải qua một sự thay đổi đáng kể theo điều kiện nhiệt độ môi trường trong suốt một ngày (3-6 °C vào ban ngày và 5-15 °C vào ban đêm). Mực đom đóm đặc biệt nổi tiếng với việc di cư hàng năm đến vùng nước ven biển của Vịnh Toyama với mục đích sinh sản.

## Chuỗi thức ăn
Chế độ ăn của một con mực đom đóm thay đổi qua các giai đoạn cuộc sống của chúng. Trong giai đoạn paralarval (con non) chế độ ăn uống của chúng chủ yếu bao gồm động vật thân giáp (động vật phù du). Giai đoạn subadult (bán trưởng thành) và trưởng thành chứng kiến sự gia tăng đáng kể trong chế độ ăn uống khi khẩu phần ăn còn bao gồm cả các loài giáp xác, cá và mực..
Mực đom đóm phải đối mặt với tỷ lệ săn mồi cao và có thể đóng vai trò là nguồn thức ăn chính cho một số loài săn mồi bao gồm hải cẩu lông phía bắc, đặc biệt là trong quá trình di cư hàng năm của chúng. Là loài di cư dọc 24 giờ, mực đom đóm chủ yếu kiếm ăn vào ban đêm. Chiến lược kiếm ăn này được phản ánh trong giải phẫu ruột của con mực, khi chúng có manh tràng dài hơn cho phép hấp thụ chất dinh dưỡng trong ngày khi tốc độ trao đổi chất thấp hơn.

## Phát quang sinh học

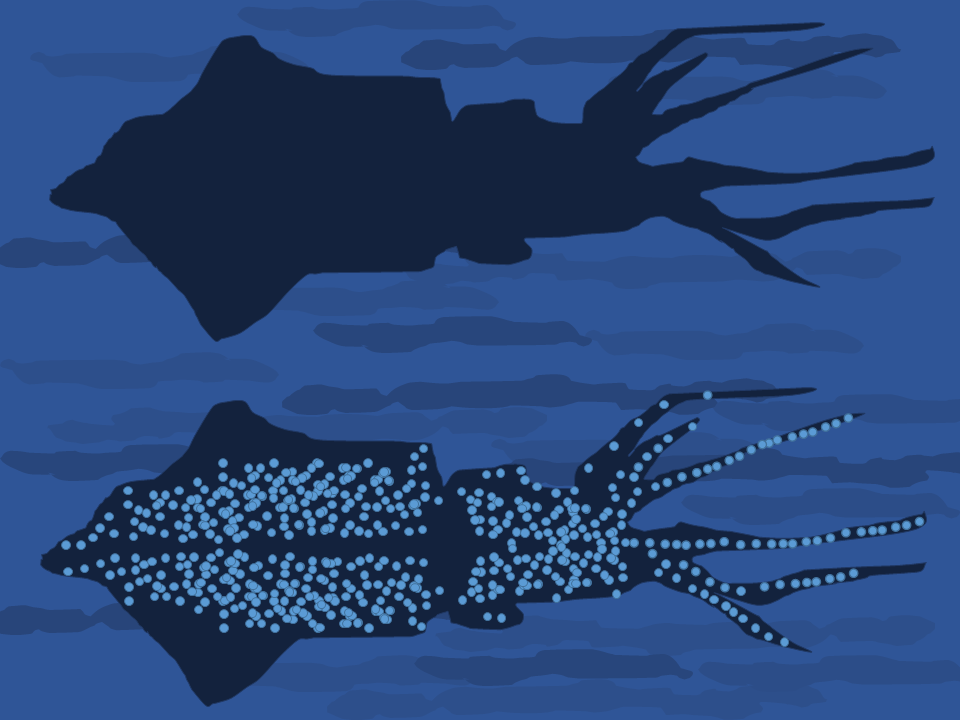
Nguyên tắc ngụy trang của con mực. Khi một kẻ săn mồi nhìn từ bên dưới, sự phát quang sinh học giúp độ sáng và màu sắc của chúng trở nên tương đồng với màu của mặt biển phía trên.

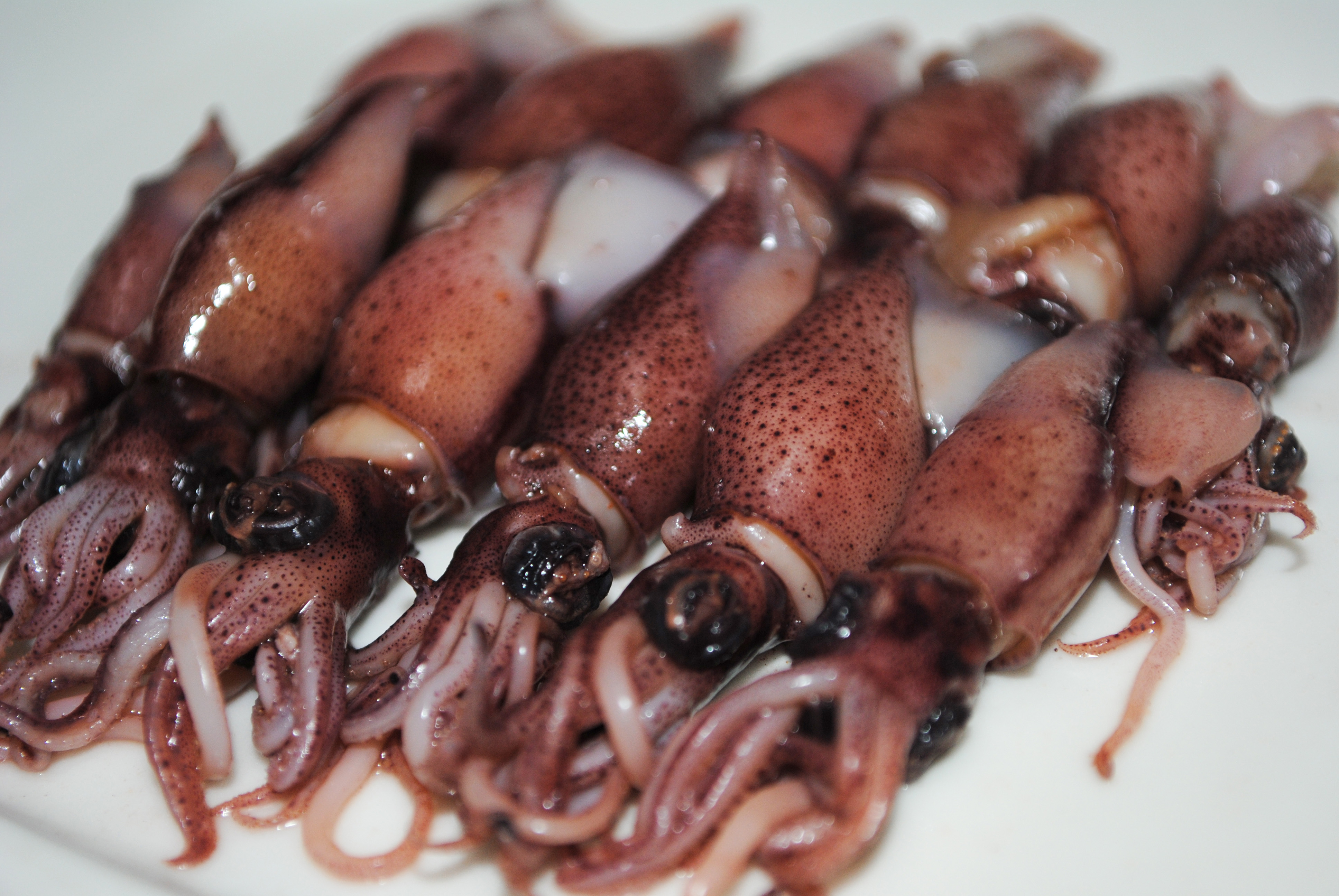
Mực đom đóm luộc, phục vụ tại nhà hàng. Mực đom đóm được đánh bắt hàng loạt trong quá trình sinh sản ở bờ biển Nhật Bản và được cung cấp trong nhiều nhà hàng và cửa hàng tạp hóa.

Mực đom đóm được tìm thấy ở Tây Thái Bình Dương ở độ sâu từ 183 đến 366 mét (600 đến 1200 feet) và phát quang sinh học. Lớp phủ, đầu, cánh tay và xúc tu được điểm xuyết bằng những cơ quan nhỏ, tạo ra ánh sáng gọi là photophores. Tuy nhiên, ánh sáng cũng được tạo ra từ nhiều cơ quan nhỏ khác nằm rải rác khắp cơ thể. Sự phát quang là do phản ứng phụ thuộc ATP (pha sáng). Khi lóe lên, ánh sáng thu hút những con cá nhỏ, giúp chúng có thể ăn.
Loài mực này có ba sắc tố thị giác nằm ở các phần khác nhau của võng mạc cho phép phân biệt màu sắc, mỗi loại có độ nhạy quang phổ khác nhau.
Mực đom đóm dành cả ngày ở độ sâu vài trăm mét, trở lại bề mặt khi màn đêm buông xuống. Chúng sử dụng khả năng cảm nhận và phát ra ánh sáng để ngụy trang. Màu ánh sáng do mực phát ra bên dưới thân tương đồng với độ sáng và màu sắc của bề mặt nước biển, khiến kẻ săn mồi khó phát hiện ra từ bên dưới.

## Sinh sản
Mực đom đóm di cư hàng năm đến vùng biển ven bờ vịnh Toyama vào mỗi mùa xuân, trong mùa giao phối của chúng. Mực đom đóm có tập tính sinh sản gần như là đơn phối ngẫu. Điều này là hiếm gặp ở nhóm động vật chân đầu. Một lời giải thích cho hành vi bất thường này là mặc dù con đực đến tuổi động dục trước mùa sinh sản, nhưng con cái lại đến tuổi động dục muộn hơn. Chưa kể, do thời gian sống của con đực ngắn hơn con cái, nên hầu hết con đực chỉ có thể giao phối một lần và con cái sẽ bỏ đi khi chúng có khả năng sử dụng lượng tinh dịch được lưu trữ trong khi giao hợp. Mực đom đóm cũng có thể thắp sáng toàn bộ cơ thể của chúng để thu hút bạn tình. Khi mực đom đóm thụ tinh xong và trứng được sinh ra, chúng sẽ chết, kết thúc vòng đời một năm của mình. Tập tính sinh sản cũng như các tập tính lớn của khác của mực đom đóm chủ yếu diễn ra từ tháng 2 đến tháng 7.

## Đánh bắt thương mại
Loại mực này được đánh bắt thương mại ở Nhật Bản, chiếm sản lượng khai thác hàng năm từ 4.804 đến 6.822 tấn từ năm 1990 đến 1999.